# Eravikulam nationalpark
Eravikulam nationalpark är en nationalpark i Indien.   Den ligger i delstaten Kerala, i den södra delen av landet, 2 000 km söder om huvudstaden New Delhi. Eravikulam nationalpark ligger 2 258 meter över havet. Arean är 97 kvadratkilometer.